# Laurent Barbiéri
Laurent Barbiéri est un gymnaste artistique français né le 30 octobre 1960.

## Biographie
Laurent Barbiéri dispute les Jeux olympiques d'été de 1984, terminant sixième par équipe.
Il remporte en 1985 aux épreuves au sol une médaille de bronze aux Championnats d'Europe à Oslo et une médaille d'argent aux Championnats du monde de gymnastique artistique 1985 à Montréal.
Il est sacré champion de France au concours général à trois reprises (1982, 1985 et 1986).